# Wraith (esprit)
Pour les articles homonymes, voir Wraith.
 (juin 2024).
Si vous disposez d'ouvrages ou d'articles de référence ou si vous connaissez des sites web de qualité traitant du thème abordé ici, merci de compléter l'article en donnant les références utiles à sa vérifiabilité et en les liant à la section « Notes et références ».
Wraith est un terme d'origine anglaise, d'usage peu courant en France, qu'on pourrait traduire par « spectre » ou « apparition » ; d'après l'Oxford English Dictionary, le mot wraith est d'« origine obscure ». Il apparaît en 1513, avec la signification de fantôme ou spectre, c'est-à-dire l'apparition de personnes décédées.

## Étymologie
Le mot wraith pourrait être d'origine écossaise, possiblement de par l'ancien nordique vörðr, ce qui signifie « gardien », et en relation avec l'irlandais arrach, signifiant « apparition ».[réf. souhaitée]
Certains prétendent aussi  qu'il pourrait émaner du verbe to writhe, voulant dire « tordre » ou « entortiller ».[réf. souhaitée]

## Historique
Au XVIIIe siècle, le mot wraith  est associé en Écosse aux esprits de l'eau, tandis qu'en Angleterre il prend un sens plus métaphorique.[réf. souhaitée]
L'auteur britannique J. R. R. Tolkien relance l'usage de ce mot en Angleterre avec ses fameux « ringwraiths », ou Spectres de l'Anneau dans sa série de romans Le Seigneur des anneaux. De ce fait, il est maintenant principalement utilisé par les auteurs de fantasy pour désigner une apparition brumeuse ou un esprit d'un autre monde.

## Autour du terme
Dans le cas où l'apparition est une personne vivante, ce signe est considéré comme annonciateur de sa mort imminente.[réf. souhaitée]
D'après une légende des Cornouailles, le hameau de Polbreen Mine serait hanté par un wraith du nom de Dorcas.

## Dans la culture populaire

### Jeux de rôle
- Dans la version anglaise du jeu Magic : l'assemblée, le terme wraith désigne un type de créatures. Dans la version française du jeu, celui-ci est traduit en « apparition ».
- Dans le jeu de rôle Donjons et Dragons, le wraith désigne une créature mort-vivante similaire au spectre. Dans la version française, son nom est traduit par « âme en peine »[2],[3].

### Télévision
- Dans l'univers de la série Stargate Atlantis, le mot wraith désigne le nom d'un peuple d'extra-terrestres ; voir l'article Wraiths (Stargate).

### Jeux vidéo
- Dans le jeu vidéo Apex Legends, Wraith est un personnage ayant la capacité de créer des failles interdimensionnelles.
- Dans le jeu vidéo Slay the Princess, The Wraith est l'une des routes possibles lors du Chapitre III.